# S/2005 (809) 1
S/2005 (809) 1 ist die um 11,6 % kleinere Komponente („Mond“) des inneren Hauptgürtelasteroiden (809) Lundia. Da S/2005 (809) 1 eine ähnliche Größe wie Lundia aufweist, kann dieses System auch als Doppelasteroidensystem verstanden werden.

## Entdeckung und Benennung
S/2005 (809) 1 wurde am 10. August 2000 von einem Astronomenteam bestehend aus Agnieszka Kryszczyńska, Tomasz Kwiatkowski, R. Hirsch, Magdalena Polińska, K. Kamiński und Anna Marciniak durch Beobachtungen der Lichtkurve am Astronomischen Observatorium der Adam-Mickiewicz-Universität in Posen (Polen) entdeckt. Die Entdeckung wurde am 1. Oktober 2005 bekanntgegeben; der Mond erhielt die vorläufige Bezeichnung S/2005 (809) 1.
Seit der Entdeckung des Begleiters wird der Name „Lundia“ offiziell für die größere Komponente verwendet, während für die kleinere Komponente die Bezeichnung S/2005 (809) 1 gilt. Doch wird der Name oft auch für das ganze System verwendet.
Insgesamt wurde der Asteroid durch mehrere erdbasierte Teleskope beobachtet, insgesamt bisher 2408 Mal innerhalb von 101 Jahren. (Stand Sept. 2017)

## Bahneigenschaften

Umlauf- und Rotationsdynamik im Lundia-System

### Umlaufbahn
S/2005 (809) 1 und Lundia umkreisen einander um den gemeinsamen Schwerpunkt auf einer Umlaufbahn in 18,5 km Abstand (ca. 5,4 Lundia- bzw. 6,1 S/2005 (809) 1-Radien) zu den Mittelpunkten der beiden Körper; dies ergibt einen mittleren Abstand der Oberflächen beider Körper von 12 km. Diese berühren sich also nicht, und Lundia ist demnach kein contact binary, wie das etwa bei (216) Kleopatra der Fall ist. Die Bahnexzentrizität und Bahnneigung sind gegenwärtig noch unbestimmt.
Die Umlaufzeit von S/2005 (809) 1 ist gleich der Rotation und beträgt rund 15 Stunden und 24,9 Minuten.

### Rotation
S/2005 (809) 1 rotiert in 15 Stunden und 24,9 Minuten einmal um seine Achse. Da die Umlaufzeit gleich der Rotationszeit ist, und sich der Hauptkörper Lundia ebenso verhält, handelt es sich um eine doppelt gebundene Rotation. Das bedeutet, dass sich beide Körper stets dieselbe Seite zuwenden, wie es etwa bei den Systemen Pluto/Charon oder Antiope A/B der Fall ist. Voraussetzung dafür ist ein ähnliches Masseverhältnis sowie eine enge Umlaufbahn der beiden Körper.
Wie Lundia vollführt S/2005 (809) 1 in einem Lundia-Jahr 1.961,9 Eigendrehungen.

## Physikalische Eigenschaften

### Größe
Die genaueste Durchmesserbestimmung (Geometrisches Mittel) liegt bei 6,1 km. Der Begleiter weist damit 88,4 % des Durchmessers des Hauptkörpers auf. Die genauen Dimensionen sind gegenwärtig noch unklar, doch hat mindestens eine der beiden Komponenten eine elongierte Form. Der gemessene Einzelkörper-Wert von 9,6 km bezieht sich auf beide Lundia-Komponenten.
Ausgehend von einem mittleren Durchmesser von 6,1 km ergibt sich eine Oberfläche von etwa 117 km2, was etwas über der Fläche der deutschen Müritz oder des Schweizer Vierwaldstättersees liegt.
Im Hauptgürtel stellen solche Binärsysteme eher eine Seltenheit dar. Zu den Binärsystemen im Hauptgürtel mit einem Größenverhältnis von über 88 % für die kleinere Komponente gehören neben Lundia die Systeme (617) Patroclus/Menoetius (ein L5-Jupiter-Trojaner-System, 92,4 %) und (69230) Hermes/S/2003 (69230) 1 (90 %). Im Kuipergürtel dagegen sind solche Systeme nicht ungewöhnlich.
| Jahr | Abmessungen km | Quelle             |
| ---- | -------------- | ------------------ |
| 2009 | 6,1 ± 2,1      | Kryszczyńska u. a. |
| 2014 | 6,7            | Kryszczyńska u. a. |

Die präziseste Bestimmung ist fett markiert.

### Innerer Aufbau
S/2005 (809) 1 gehört wie Lundia zu den Typ-V-Asteroiden und besitzt daher eine sehr helle Oberfläche mit einer Albedo von 0,379. Die mittlere Dichte von 2,5 g/cm3 ist ein Hinweis darauf, dass es sich nicht um einen kompakten Körper handelt, sondern ein Rubble Pile sein dürfte, eine Ansammlung von Staub und Gesteinen, die von Hohlräumen durchsetzt ist. Die Porosität wird auf 13 bis 30 % geschätzt.
Die Gesamtmasse des Systems beträgt {\displaystyle 4{,}86\cdot 10^{14}\ {\rm {kg}}}. Da der Begleiter nur geringfügig weniger Masse als der Hauptkörper aufweist, befindet sich das Baryzentrum des Systems auch beinahe mittig.
Die mittlere Oberflächentemperatur beträgt rund 165 bis 180 K (−108 bis −93 °C) und kann mittags bis auf maximal 260 bis 280 K (−13 bis +7 °C) ansteigen.